# Хакай, Эсин
Эсин Хакай (алб. Esin Hakaj; 12 декабря 1996, Шкодер, Албания) — албанский футболист, защитник клуба «Эльбасани». В 2022 году сыграл два матча за сборную Албании.

## Карьера
Хакай начал свою карьеру в команде «Влазния» из родного города. Во взрослом составе дебютировал 31 января 2015 года в матче против «Теуты». Хакай вышел на поле в стартовом составе, на 38-й минуте получил горчичник, а за минуту до конца встречи был заменён. Всего за полтора года провёл в составе «Влазнии» 28 матчей.
В июле 2016 года перешёл в «Партизани». Был в заявке на лигу чемпионов и лигу Европы, но на поле не выходил.